# Нежевенко, Григорий Семёнович
Григорий Семёнович Нежевенко (9 сентября 1912 — 25 июля 1993) — советский украинский токарь-скоростник, передовик производства.

## Биография
Родился 9 (22 сентября) 1912 года в селе Голта (ныне в составе города Первомайска, Николаевская область, Украина) в семье рабочего.
Трудовую деятельность начал в 1927 году. В 1932 году заочно окончил машиностроительный техникум. С 1936 года работал токарем на Одесском станкостроительном заводе (с 1947 года — завод радиально-сверлильных станков) имени В. И. Ленина. В годы Великой Отечественной войны вместе с заводом был эвакуирован в город Стерлитамак (БАССР). Член ВКП(б) с 1943 года. Депутат ВС УССР 4-го созыва. Кандидат в члены ЦК КПУ (1952—1956). Член ЦК КПУ (1956—1960).
За время своей работы усовершенствовал токарный станок, создал ряд устройств и резцов. Был одним из инициаторов внедрения скоростных методов резания металла. В 1953 году стал инициатором соревнования за сокращение вспомогательного времени в процессе изготовления деталей, в 1958 году — инициатором организации заводского института передового опыта.

## Награды
- орден Октябрьской Революции;
- орден Трудового Красного Знамени;
- Сталинская премия третьей степени (1950) — за широкое внедрение новых скоростных методов производственной работы;
- медали.

## Ссылка
- Гайворон А. «Ода пятой графе».
- Постоловский Ю. «Труд — главное богатство».